# Лающая квакша
Лающая квакша (лат. Dryophytes gratiosus) — вид земноводных из семейства квакш. В 2016 году вид был перенесён из рода Hyla в род Dryophytes.

## Описание
Общая длина достигает 5—7 см. Голова короткая. Тело мешковатое, сутулое. У самцов имеется горловой мешок-резонатор. Пальцы с выраженными круглыми присосками. Спина окрашена в зелёный цвет с контрастным сетчатым рисунком из тёмно-зелёных пятен по более светлому фону. Брюхо желтоватое. Основной тон окраски может значительно колебаться, однако рисунок обычно заметен.

## Образ жизни
Любит лесистую местность. Значительную часть жизни проводит на деревьях или кустарниках, встречается также в травянистой растительности по берегам водоёмов. Активна ночью. Питается насекомыми.

## Размножение
Во время брачного сезона самец издаёт громкие звуки, напоминающие лай, отсюда название вида. С марта по август происходит спаривание и размножение. Самка откладывает до 2000 икринок. Головастики появляются через 50—70 дней. Они достигают в длину 5 см.

## Распространение
Эндемик США. Вид распространён от штатов Нью-Джерси, Кентукки, Вирджинии и Мэриленда до Флориды и Луизианы.